# Sieben
Die Sieben (7) ist die natürliche Zahl zwischen Sechs und Acht. Sie ist ungerade und eine Primzahl.

## Zahlzeichen

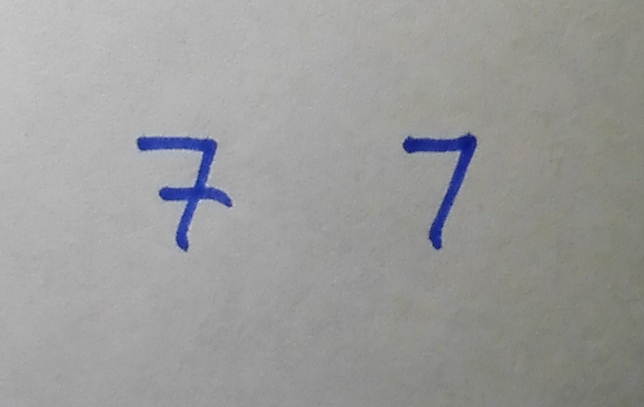
Handschriftliche Sieben mit und ohne Querstrich

In Deutschland wird die Ziffer 7 gemäß der Zahlenschreibweise der lateinischen Ausgangsschrift handschriftlich in drei Zügen gezeichnet: ein waagerechter Strich, von dessen rechtem Ende ein diagonaler Strich nach links unten gezogen wird. Dieser wird dann mit einem Querstrich in der Mitte versehen. Diese Schreibweise deckt sich mit der Österreichischen Schulschrift (identische Angaben in den Versionen von 1969 und 1995) und der Schweizer Schnürlischrift. Sie erfolgt ebenso in Lateinamerika. Im englischsprachigen Kulturkreis und in davon beeinflussten Gebieten wird eine 7 ohne Querstrich gezeichnet. Diese Schreibweise kann in Kontinentaleuropa und Lateinamerika als 1 fehlinterpretiert werden.

## Mathematische Eigenschaften
Die 7 ist die niedrigste Generatorzahl in der Menge der natürlichen Zahlen. Die zugehörige zyklische Zahl lautet „142857“. Man kann diese Eigenschaft dazu nutzen, das Ergebnis der Division natürlicher Zahlen durch 7 ohne Taschenrechner schnell zu berechnen.
| 1 : 7 = 0,142857142857… 2 : 7 = 0,285714285714… 3 : 7 = 0,428571428571… … |
Eine Regel für die Teilbarkeit durch 7 führt zu einem einfachen Algorithmus, um die restlose Teilbarkeit einer natürlichen Zahl durch 7 zu testen:
1. Man entferne die letzte Ziffer und
2. verdopple diese Ziffer und
3. subtrahiere sie von den restlichen Ziffern.
4. Ist die Differenz negativ, so lässt man das Minuszeichen weg.
5. Hat das Ergebnis mehr als eine Ziffer, so wiederholt man die Schritte 1 bis 4.
6. Ergibt sich schließlich 7 oder 0, dann ist die Zahl durch 7 teilbar – und sonst nicht.

Das Beispiel zeigt, dass die 1547 restlos durch 7 teilbar ist; die Division ergibt 221 Rest 0:
| 1547 → 154 − (7 · 2) = 140 | 140 → 14 − (0 · 2) = 14 | 14 → 1 − (4 · 2) = −7 |

Die Dezimalzahl zum gemeinen Bruch „ein Siebentel“ lässt sich folgendermaßen ermitteln:
| 0.14 +0.0028 +0.000056 +0.00000112 +0.0000000224 +0.000000000448 +0.00000000000896 +0.0000000000001792 +0.000000000000003584 +0.00000000000000007168 +0.0000000000000000014336 +0.000000000000000000028672 +0.00000000000000000000057344 +0.0000000000000000000000114688 +0.000000000000000000000000229376 und so weiter ≈ 0.142857142857142857142857 {\displaystyle =\sum _{n=1}^{\infty }{\frac {7\cdot 2^{n}}{100^{n}}}=\sum _{n=1}^{\infty }7\cdot 50^{-n}} |
Siehe auch 142857.

## Symbolik
Die Sieben ist die Summe von drei und vier, von Geist und Seele einerseits sowie Körper andererseits, also das Menschliche. (Der Zwölf kommt in ähnlicher Weise eine Bedeutung als Produkt der Multiplikation von drei und vier zu). In der überkommenen christlichen Zahlensymbolik des Mittelalters steht die Drei für die nach dem Bild des dreifaltigen Gottes geschaffene Seele und alle geistigen Dinge bzw. die spirituelle Sphäre. Die Vier ist die Zahl der Elemente und steht damit symbolisch für die materiellen (weltlichen) Dinge, die nach antiker Anschauung alle aus der Kombination der vier Elemente hervorgehen. In Gebäuden wurde das Siebeneck oft bei Gräbern und Grabkapellen für die ewige Ruhe verwendet.
Die Zahl 7 wird oft als Glückszahl angesehen, in vielen Ländern Ostasiens (z. B. China oder Thailand) ist die 7 jedoch eine Unglückszahl.
Über ihre Anzahligkeit hinaus hat die Sieben eine Sonderstellung: Die sieben Zwerge hinter den sieben Bergen im Märchen von Schneewittchen, die sieben Weltwunder, die sieben Tage einer Woche und die Erschaffung der Welt in sieben Tagen im Schöpfungsmythos der hebräischen Bibel sind nur  wenige der vielen Begriffe, in denen die Sieben genannt wird. In einer Bibliothek erscheint die Sieben deutlich häufiger in Buchtiteln als die benachbarten Zahlen 6 und 8. Das Gleiche gilt in Lexika für Begriffe, die mit Zahlen beginnen.
Experimente der Verhaltensforschung aus den Vereinigten Staaten zeigen die Bevorzugung der Sieben: Die häufigste Antwort auf die Frage nach der Lieblingszahl oder bei der Frage nach einer beliebigen Zahl zwischen Eins und Neun ist die Zahl Sieben. Weil die Farbe „blau“ so häufig als Lieblingsfarbe genannt wird, wird dieses Phänomen Blue-Seven-Phänomen genannt. Untersuchungen aus anderen Ländern bestätigen dies allerdings nicht unbedingt. So wird etwa in Irland vor allem rot und die Acht genannt.
Beim Ermitteln einer ganzen Zufallszahl von zwei bis zwölf als Augensumme zweier Spielwürfel, zum Beispiel bei manchen Brettspielen wie Backgammon, kommt die Sieben auf lange Sicht am häufigsten vor, denn sie kann mit den sechs verschiedenen Kombinationen 1/6, 6/1, 2/5, 5/2, 3/4 und 4/3 dargestellt werden. Sie erscheint statistisch jeweils sechsmal so häufig wie die Zwei und die Zwölf (Zwei nur mit der Kombination 1/1 und die Zwölf nur mit der Kombination 6/6),
jeweils dreimal so häufig wie die Drei und die Elf, jeweils doppelt so häufig wie die Vier und die Zehn, jeweils eineinhalbmal so häufig wie die Fünf und die Neun und jeweils 1,2-mal so häufig wie die Sechs und die Acht.

## Erklärungsversuche für die Sonderstellung
Eine Erklärung für die Sonderstellung liefert die Tiefenpsychologie. Nach Josef Paneth ist die Sieben die erste Primzahl im psychologischen Sinn, die Zahl des Tabus. Sie spiele in der Bibel eine so wichtige Rolle, weil kein Volk wie das des Alten Testaments in solchem Maße durch Tabus eingeschränkt werde.
Bei manchen Autoren wird jedoch davon ausgegangen, dass die Sieben nicht aus dem Volksbewusstsein ihre Besonderheit erhielt. Vielmehr wurden die astronomischen Besonderheiten und ihre Wahrnehmung durch die Babylonier weiter gepflegt. Aus den sieben sichtbaren „Wandelsternen“ entwickelte sich eine Sonderstellung, die in andere Kulturen, Völker und Religionen diffundierte. Unter Hinzuziehung der einschlägigen Literatur wird hier versucht, die Entwicklung der Sonderstellung der Sieben und deren Weitergabe durch die Kulturen, Völker und Zeiten aufzuzeigen. Der „bis in allerletzte Zeit fortwirkende Magnetismus der Symbol-Sieben“ wird auch durch Aussagen wie, Österreich wäre nicht in die Rhein-Union aufgenommen worden, wenn nicht ein Siebenter im Bunde gefehlt hätte, versucht zu belegen.
Ungeklärt bleibt nach dieser Diffusionstheorie das Auftreten der Sonderstellung der Sieben in kleinen Völkerkreisen von Nord- und Mittelamerika. So lässt die Nahuatradition die sieben Stämme der Nahua in sieben Höhlen hervorgehen.
Ein anderer weit verbreiteter Erklärungsversuch für die Sonderstellung der Sieben in vielen Kulturen ist das Vorhandensein von den sieben Öffnungen der menschlichen Wahrnehmungsorgane im menschlichen Schädel: zwei Ohren, zwei Nasenlöcher, zwei Augen und ein Mund. Die volkstümliche Auffassung der sieben Sinne (Sehen, Hören, Riechen, Schmecken, Tasten, Orientierung und Gleichgewicht) korrespondiert damit. Zu den biologischen Faktoren gehört auch die Zahl der Zähne (7 je Gebisshälfte, oben und unten, sofern die Weisheitszähne – noch – nicht angelegt sind).
Eine weitere Erklärung könnte die Bedeutung der Sieben in der Wahrnehmung der Menschen sein und stammt aus dem Gebiet der Kognitionspsychologie und wird Millersche Zahl genannt. Schon vor über dreihundert Jahren entdeckte John Locke das sogenannte „seven phenomena“, als er das Auffassungsvermögen eines Erwachsenen untersuchte. Er stellte fest, dass Testpersonen, die eine größere Anzahl von Gegenständen einen kurzen Augenblick lang sehen, bei bis zu sieben Objekten eine Trefferquote von fast hundert Prozent haben. Bei mehr als sieben Gegenständen kommt es zu einem schlagartigen Abfall der Quote. Wir sind z. B. in der Lage, nach nur einmaligem kurzen Sehen bis zu sieben Ziffern kurze Zeit später zu wiederholen, aber nur äußerst selten mehr.

### Das göttliche Geschehen im Weltall und sein mathematischer „Beweis“
Einige Autoren gehen davon aus, dass die Sonderstellung der Sieben auf der Beobachtung astronomischer Besonderheiten beruhe. Sieben ist die Anzahl der schon frühzeitig mit bloßem Auge sichtbaren, scheinbar beweglichen Himmelskörper: Sonne und Mond, dazu die Planeten Merkur, Venus, Mars, Jupiter und Saturn. In frühen Gesellschaften wurde das Himmelsgeschehen als göttlich verstanden, diese Wandelgestirne wurden mit den Göttern gleichgesetzt. Die Benennung der sieben Wochentage weist noch heute in vielen Sprachen darauf hin (wie zum Beispiel: Sonntag (Sonne), Montag (Mond), englisch Saturday (Saturn), französisch Lundi (Mond), Mardi (Mars), Mercredi (Merkur) oder lateinisch Dies Iovis (Tag des Jupiters)).
Die Babylonier sahen in diesen „Zeichen der Gesamtordnung des Kosmos“ ihre Bewegungen als „Äußerungen göttlicher Wesen“. Aus diesen sieben „Wandelsternen“ entwickelten sie die Vorstellung von sieben Himmelssphären und ordneten den sieben Planeten dann sieben Flüsse, sieben Farben, sieben Töne, sieben Metalle zu. Von Andrian wies darauf hin, dass in allen von ihm untersuchten Kulturen, Völkern und Gruppierungen immer die sieben „Planeten“ oder die sieben „Planetensphären“ als Wohnorte der Götter oder von Dämonen auftauchen.
Durch Nikolaus Kopernikus und den Übergang vom geozentrischen zum heliozentrischen Weltbild wurden die Himmelsbewegungen über die sieben „Planeten“ modifiziert. Die Erde wurde ein Planet wie die anderen, der Mond wurde ihr Satellit und die Sonne das Zentrum des Systems. Es gab sechs echte Planeten, der siebente Planet Uranus wurde erst 1781 entdeckt. 1846 kam mit Neptun sogar der achte und später über 1000 Planetoiden hinzu. Allerdings gründet die Sonderstellung der „Sieben“ gerade auf dem älteren und „naiven“ Wissen der Menschen (mit unbewaffnetem Auge sind genau sieben „Wandelsterne“ sichtbar).
Als eine astronomische Ursache für die Sonderstellung der Sieben werden die Mondphasen genannt. Jeder lunare Zyklus teilt sich in vier etwa siebentägige Wochen. In den orientalischen Gebieten war der Mond der höchste Gott und seine periodische Zu- und Abnahme musste „dem weit mehr als wir die Natur beobachtenden Urmenschen auffallen“.
Auch andere besondere astronomische Beobachtungen im Zusammenhang mit der Zahl sieben konnten seit jeher mit bloßem Auge durchgeführt werden. Entlang der Ekliptik gibt es sieben helle astronomische Objekte mit einer scheinbaren Helligkeit von mindestens 1,5 Größenklassen, die regelmäßig vom Mond bedeckt und in Konjunktion mit allen Planeten beobachtet werden können. Ferner haben die sehr bekannten Asterismen Großer Wagen, Orion sowie das Siebengestirn jeweils sieben Hauptsterne.
Mit Zahlen wurde im Altertum nicht nur gerechnet, sie hatten eine symbolische Bedeutung. Die Verbindungen der heiligen Zahl mit Abläufen im All und auf der Welt wurde für die Alten eindeutig belegt: 1+2+3+4+5+6+7=28. Durch die Addition der ersten sieben Zahlen erhält man 28, also die Anzahl von Tagen eines Mondzyklus. Für die Menschen des Altertums war obige Addition somit sogar der „mathematische Beweis“ für die Sonderstellung und die Bedeutsamkeit der Sieben im Weltgeschehen. Die Sieben hat auch in der babylonischen Mathematik, im Sexagesimalsystem der Mesopotamier mit der Basiszahl 60 eine Sonderstellung. Die frühen Astronomen konnten das Sonnenjahr nur mit 360 statt mit 365,25 Tagen annehmen. Nicht der Sieben, sondern dem Stammbruch ein Siebentel (1/7) gilt in diesem 60er-System die besondere Aufmerksamkeit. Ein Siebentel ist der einzige Stammbruch unter denen mit einem Nenner zwischen 1 und 10, der nicht als endlicher Sexagesimalbruch darstellbar ist.

### Die Sonderstellung der Sieben in der babylonischen Kultur
Die Sieben hatte nicht in jedem Fall die wichtigste und zentrale Rolle, die jeweilige Zuschreibung der Sieben als Glücks- oder Unglückszahl wechselte. In allen großen Mythologien der babylonischen und folgend der griechischen und römischen Kultur findet sich die Zahl Sieben als „besondere“ Zahl. Sie hat eine besondere Stellung in ihrer Zahlensymbolik. Jedoch besitzt die Sieben im größten Teil von Afrika und Amerika, in Australien und sogar in einigen europäischen Völkern, z. B. bei den Albanern keine „mystische“ Rolle. Ferdinand von Andrian ging daher von einer ›Diffusion‹ der mystischen Sieben von den „ältesten Cultursitzen in Mesopotamien“ durch die vielen Völkerwanderungen und Handelsbeziehungen in die verschiedenen Weltrichtungen aus, die auch orientalisches magisch-mystisches Kulturgut verbreitete. Er beschreibt, dass eine unmittelbare Übernahme der mystischen Sieben in vielen europäischen Gebieten nur sporadisch auftritt. Eine unmittelbare Übernahme von den Eraniern war praktisch mangels Zusammentreffen nicht möglich, und das Christentum zog z. B. in viele slawische Gebiete erst ein, als die Stellung der Sieben durch die Neun arg bedrängt wurde.

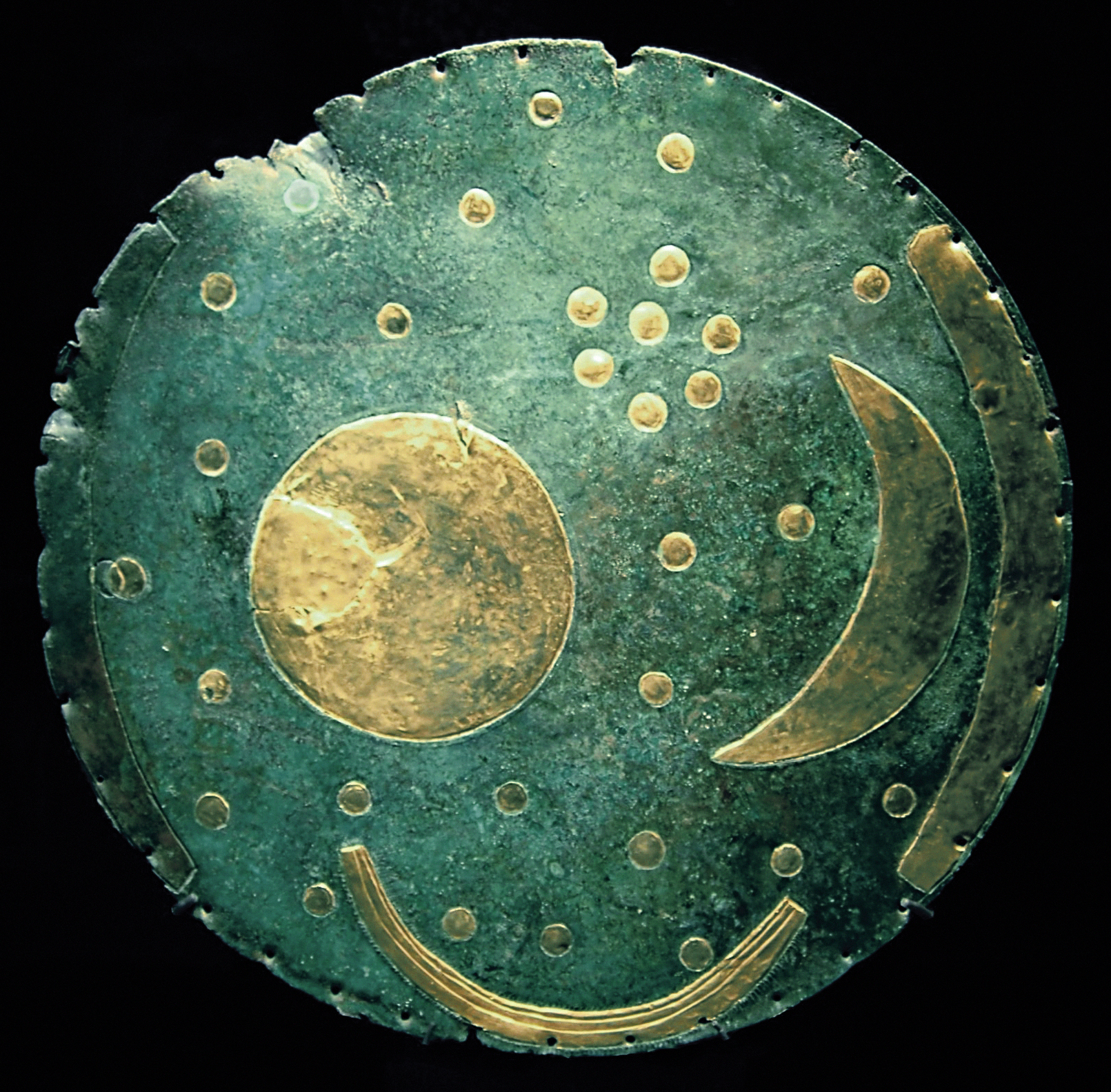
Die Himmelsscheibe von Nebra: Schon die 7 goldene Punkte auf dieser ältesten bekannten Himmelsdarstellung (vor 3700–4100 Jahren in Mitteleuropa) werden als Verweis auf die Plejaden interpretiert.

Nach Joseph Paneth haben die Babylonier die Sonderstellung der Zahl Sieben im 4. Jahrtausend vor Christus von den Sumerern übernommen, die in Südmesopotamien lebten. Die Existenz von sieben bösen Dämonen, den Šebettu, die vom Gott An erschaffen wurden, der für die Sumerer die „Unendlichkeit des Himmels“ verkörperte, könnte dafür ein Hinweis sein. In der Astrologie der Babylonier wurden die Šebettu mit den sieben kräftig leuchtenden Sternen der Plejaden identifiziert: Deren Symbol sind sieben Punkte.
Unter den Semiten waren nach Andrian die Babylonier die eifrigsten Verehrer der heiligen Sieben. Ihre mystische Auffassung der Sieben drang in das Volksbewusstsein der Babylonier und Assyrer. Nach Silver soll unter dem sumerischen König Lugulannemundu um 2500 vor Christus für die Göttin Nintu in Adab ein Tempel mit je sieben Portalen und Türen erbaut worden sein, zu dessen Einweihung 49 Ochsen und Schafe, also 7-mal 7, geopfert wurden. Diese Angaben stammen allerdings aus einem Buch über Glückszahlen.
Analog zu den sieben heiligen „Planeten“, in denen die Babylonier den Ausdruck göttlicher Äußerungen sahen, bildeten sie sieben Weltteile, sieben Flüsse, sieben Winde, sieben Metalle und sieben Farben. Weitere Beispiele für die Sieben in der babylonischen Kultur sind die sieben Himmel, die sieben kosmischen Türme mit sieben Stufen, die sieben Locken des Gilgamesch, die sieben Zweige des Lebensbaums, die sieben Hauptsterne am großen Himmelswagen, die sieben Namen des Mars, die sieben Sühneriten, die Schlange mit sieben Köpfen oder sieben Zungen, die sieben Tore der Unterwelt in der Höllenfahrt der Ištar. Außerdem steigt die babylonische Flut sieben Tage und fällt sieben Tage. 1700 v. Chr. sollen in der Zeit des Königs Hammurapi in einem babylonischen Kalender der 7., 14., 21., 28. sowie der 19 (30+19=49) eines Monats als Unglückstage angesehen worden sein, an welchen der König bestimmte Dinge zu unterlassen hatte und Opfer bringen musste. Hundert Jahre vorher soll unter König Sargon die fünftägige Woche durch die siebentägige ersetzt worden sein.
Auch bei den Persern hat die Sieben eine wichtige Rolle, sie ist die Lieblingszahl der eranischen Heldensage. Herodot beschreibt einen arabischen Eid, bei dem sieben Steine mit Blut beschmiert werden.

### Die Sieben im antiken Athen und Rom

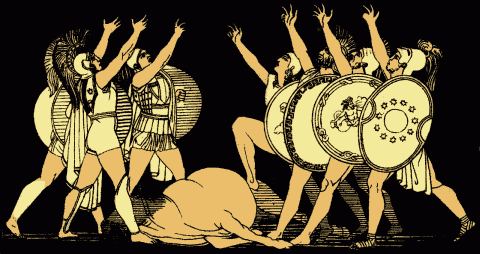
Sieben gegen Theben

Im antiken Europa nahm die Sieben insbesondere im Apollokult eine Sonderstellung ein, die Zahl war dem Gott geweiht. Die Pythagoreer vertraten die Ansicht, die Zahlen seien mit geheimnisvollen Kräften ausgestattet, und glaubten, dass die personifizierten Zahlen das Weltgeschehen regeln. Fast göttliche Verehrung genoss die „Zehnzahl“, dennoch galt die Zahl Sieben als Zahl der Lebensrhythmen. Die Sieben bildet die Summe aus Quadrat (4) und Dreieck (3). Philolaos, ein Schüler des Pythagoras, schrieb im 5. Jahrhundert v. Chr. einen Hymnus auf die Zahl sieben.
Beispiele für Zahl Sieben in der griechischen Mythologie sind die sieben Weltwunder, die sieben Helden von Theben („Sieben gegen Theben“), die sieben Weltmeere, der Siebenkampf. Die sieben Weltwunder wechselten in der Geschichte häufiger, ihre Anzahl blieb immer bestehen. Dies gilt ebenso für die „sieben“ Weisen.
Die Einteilung des Lebens in Jahrsiebente stammt wahrscheinlich von Solon, einem der „sieben Weisen“. Diese sieben Jahre haben noch heute in der Anthroposophie Bedeutung.
Ein zerbrochener Spiegel bedeutet sieben Jahre Pech, gefolgt von sieben Jahren Glück.
In der römischen Mythologie steht die Sieben für den Gott Neptun. Das alte Rom wurde auf sieben Hügeln erbaut: Palatin, Kapitol, Quirinal, Viminal, Esquilin, Caelius und Aventin. Diese sieben Hügel sind nicht identisch mit den sieben Hügeln des Septimontium (lat. septem „sieben“ und mons „Berg, Hügel“), auf denen um 1000 v. Chr. die Latiner erste Siedlungen errichteten. Die Republik wurde nach der Herrschaft von sieben Königen errichtet.

### Die Sieben in den abrahamitischen Weltreligionen

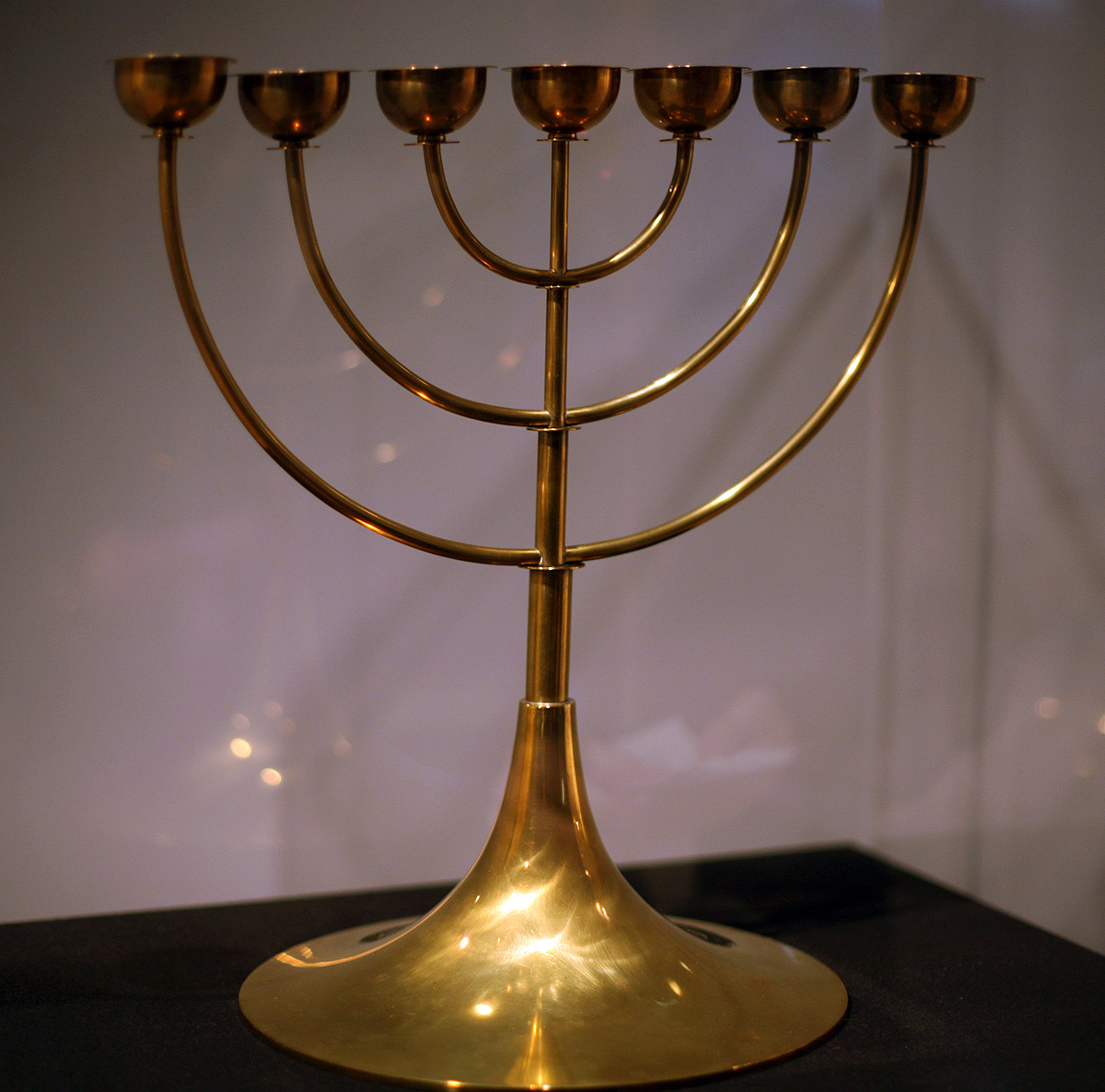
Menora, Bauhaus Weimar, 1922

#### Die Sieben im Judentum
Die Zahl sieben hat in der jüdischen Tradition eine Sonderstellung. Die Torah beginnt mit der Geschichte der Schöpfung in sieben Tagen und enthält sehr viele Beispiele für die besondere Verwendung der Sieben. Der Sabbat ist der siebte Tag der Woche, im siebten Jahr folgt jeweils das Schmittahjahr, den sieben fetten Jahren folgen in Josefs Deutung des Traums des Pharaohs die sieben mageren Jahre (Gen 41 ), der heilige Leuchter, die Menora, hat sieben Arme, die Schivʿah, in denen Familie und Freunde die ersten sieben Tage nach der Beisetzung um Tote Trauernde trösten und umsorgen, usw. 

#### Die Sieben im Christentum
Im Christentum hat die Sieben ebenfalls ihre Bedeutung; sie wird hier als Kombination der göttlichen Trinität (Drei) mit den vier irdischen Elementen gedeutet. Von Jesus Christus überliefern die Evangelien Sieben letzte Worte am Kreuz und sieben Ich-bin-Worte. Bei der wundersamen Brotvermehrung sind es fünf Brote und zwei Fische, die 5000 Menschen sättigen (Mk 6,38 ). Im Matthäus-Evangelium gibt Jesus sieben Gleichnisse vom Himmelreich, im Johannes-Evangelium werden sieben Wunder Jesu beschrieben. Das Vaterunser besteht aus sieben Bitten.
In der Offenbarung des Johannes, einem Brief an sieben Gemeinden, in dem die Apokalypse vorhergesagt wird, wird die Sieben 54-mal genannt: Das Buch mit sieben Siegeln, die sieben Posaunen, die jeweils eine weitere Endzeit-Erscheinung einläuten, sieben Schalen, sieben Plagen, ein siebenköpfiges Tier.
Der Pilger besuchte an einem einzigen Tag alle sieben römischen Pilgerkirchen für einen besonderen Sündenablass. Im frühen Christentum soll der Kirchenvater Tertullian Gott als einen siebenfältigen Geist bezeichnet haben, der als einziger in den Dunkelheiten leuchtete, immer heilig: „septemplex spiritus, qui in tenebris unus lucebat, sanctus semper“.

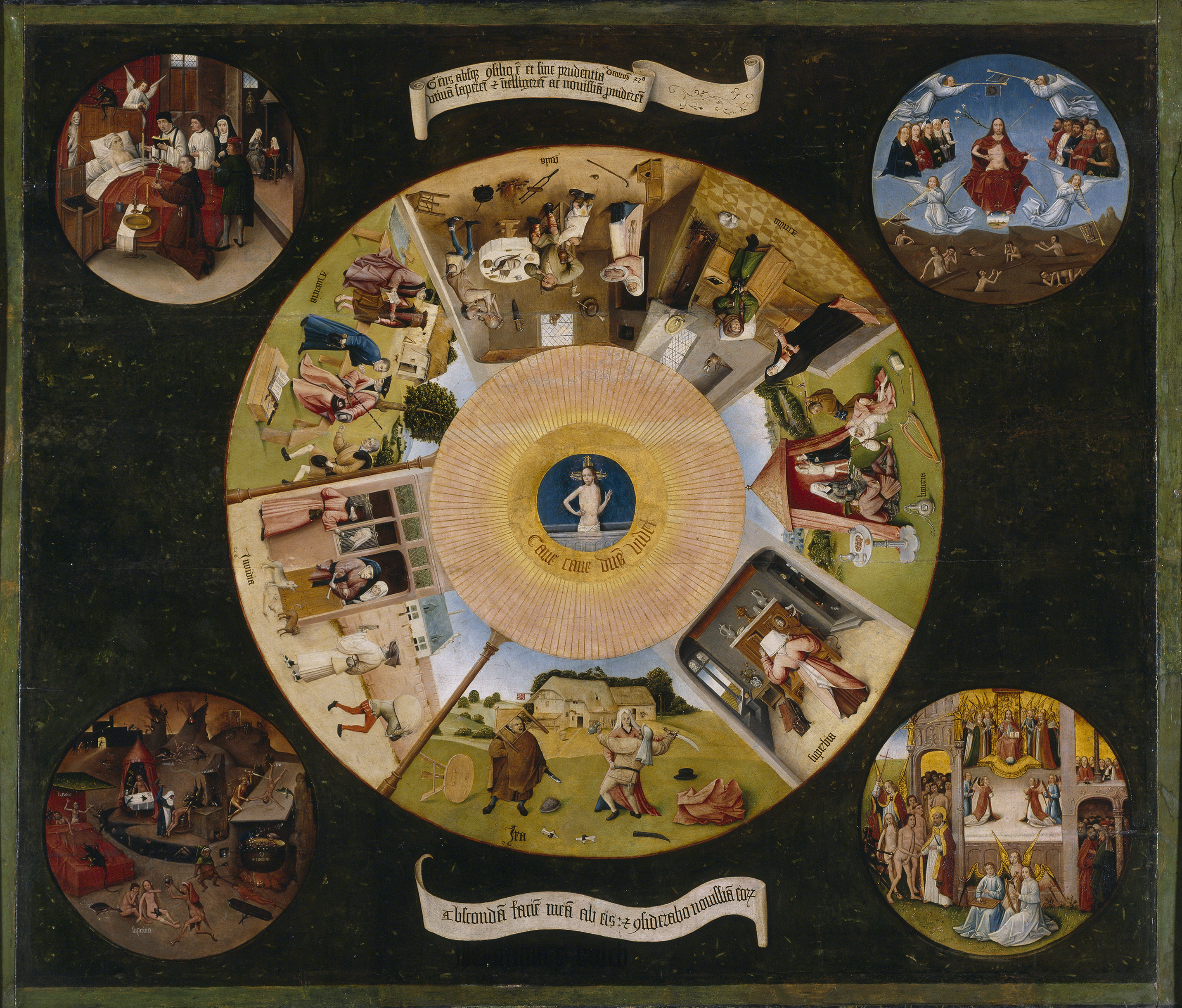
Hieronymus Bosch (1450–1516): Die Sieben Todsünden; (in den Ecken: Die vier letzten Dinge)

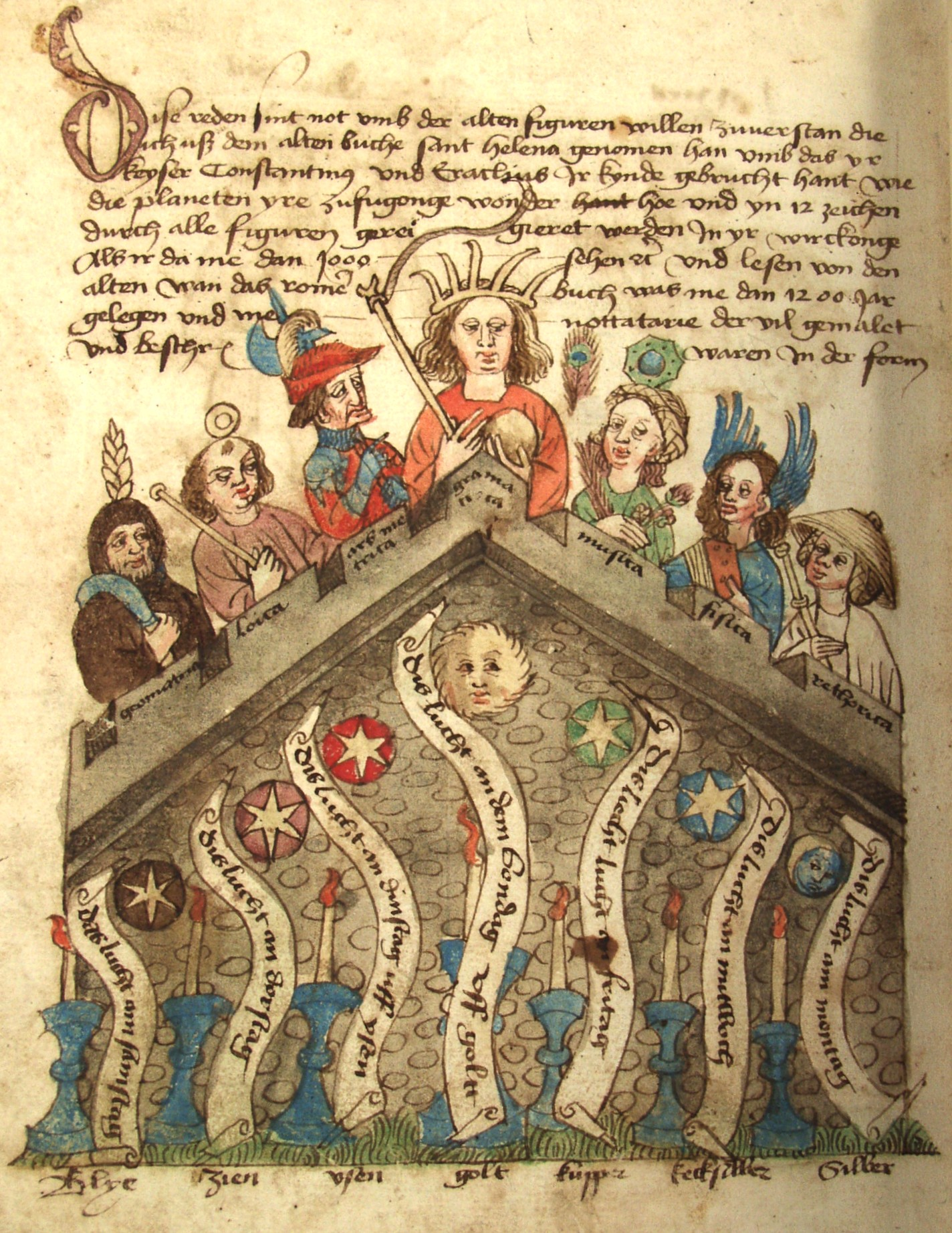
Die sieben freien Künste, 15. Jh.

Im Katholizismus gibt es zusammengestellt von Papst Gregor dem Großen:
- sieben Tugenden:
  - Glaube, Hoffnung, Liebe, Klugheit, Gerechtigkeit, Tapferkeit, Mäßigung
- sieben Laster:
  - Stolz, Geiz, Wollust, Neid, Völlerei, Zorn, Trägheit. Verwirrend und theologisch falsch, aber umgangssprachlich gebräuchlich ist die Bezeichnung der sieben Hauptlaster als „Die Sieben Todsünden“

Die katholische Kirche kennt ferner:
- sieben Sakramente:
  - Taufe, Firmung, Eucharistie, Beichte, Ehe, Priesterweihe, Krankensalbung
- sieben Gaben des Heiligen Geistes:
  - Weisheit, Verstand, Rat, Stärke, Wissenschaft, Frömmigkeit, Gottesfurcht
- sieben geistliche Werke der Barmherzigkeit:
  - Unwissende lehren, Zweifelnden raten, Trauernde trösten, Sünder zurechtweisen, Beleidigern gerne verzeihen, Lästige geduldig ertragen, für Lebende und Verstorbene beten
- sieben leibliche Werke der Barmherzigkeit
  - Hungrige speisen, Durstige tränken, Fremde beherbergen, Nackte kleiden, Kranke pflegen, Gefangene besuchen, Tote bestatten
- sieben Schmerzen Mariens:
  - Darstellung Jesu im Tempel mit Weissagung Simeons, Flucht nach Ägypten, Verlust des zwölfjährigen Jesus im Tempel, Begegnung zwischen Jesus und seiner Mutter am Kreuzweg, Kreuzigung Jesu, Kreuzabnahme und Übergabe des Leichnams an Maria [Pietà], Grablegung Jesu
- die sieben Freuden Mariens:
  - Mariä Verkündigung, Mariä Heimsuchung, Geburt Jesu, Anbetung der Könige, Wiederfinden des zwölfjährigen Jesus im Tempel, Auferstehung Jesu, Aufnahme Mariens in den Himmel mit Krönung.

Jeder der sieben Gaben des Heiligen Geistes entsprach eine der sieben freien Künste: Grammatik, Rhetorik, Dialektik, Arithmetik, Geometrie, Musik, Astronomie.
Die sieben verschiedenen Töne (Heptatonik) des Gregorianischen Gesangs galten als wahrnehmbarer Ausdruck der Weltordnung.

##### Siebenten-Tags-Adventisten und Siebenten-Tags-Baptisten
Wenigstens zwei Glaubensgemeinschaften tragen die Sieben als Zahl des Sabbats im offiziellen Namen: Die Siebenten-Tags-Adventisten und die Siebenten-Tags-Baptisten. Hier bezieht sich Sieben auf den Sabbat (Samstag), den nach aus dem Judentum abgeleiteten siebenten Tag der Woche, an dem diese Kirchen ihren Gottesdienst abhalten.

#### Islam
Auch im Islam findet sich die Sieben. Der Siebente Himmel ist für Muslime der Ort der letzten Verklärung, den Prophet Mohammed erreichte. Beim Haddsch, der Pilgerreise nach Mekka, wird die Kaaba siebenmal entgegen dem Uhrzeigersinn umschritten. Davon lässt sich ein Prinzip der Zirkularwallfahrten ableiten, bei denen sieben Gräber islamischer Sufi-Heiliger in einer bestimmten Reihenfolge aufgesucht werden. Ein Beispiel für einen derartigen Heiligenkult sind die Sieben Heiligen von Marrakesch.
Diese Siebenzahl wird oft als Synonym für die Unendlichkeit interpretiert.
- Adam (1. Himmel),
- Johannes und Jesus (2. Himmel),
- Joseph (3. Himmel),
- Idris (4. Himmel),
- Aaron (5. Himmel),
- Mose (6. Himmel) und
- Abraham (7. Himmel)

### Die Sieben im Europa der Neuzeit
Im deutschsprachigen Raum ist es keine uralte Zahlenmystik, sondern es ist Alltagsgebrauch, wenn man nach seinen Siebensachen gefragt wird oder ob man die sieben Sinne beisammen habe. Nach Endres steht hierfür direkt das Mithramysterium, aus dem die Bibel Elemente übernommen hat. Die Frage wurde den frisch geweihten Mythen gestellt, diese mussten bei der Zeremonie durch sieben Tore gehen und jeweils ein Kleidungsstück ausziehen und später wieder anziehen. Wenn mehrere Einweihungen stattfanden, war es jedoch nicht leicht, seine eigenen Siebensachen zu finden.
Andrian war der Meinung, dass der Gebrauch der Sieben als Import aus der Fremde nachgewiesen werden kann. So entwickelt sich die Sieben im Zahlenaberglauben von der kosmischen Zahl, zur magischen Zahl und letztendlich zur Gebrauchs- oder Lieblingszahl.
Vor allem die Germanen haben die Vorstellungen über die mystische Sieben übernommen, hauptsächlich die Südgermanen. So wurden in Thüringen Frauen mit sieben unehelichen Kindern wieder zur „Jungfrau“. Brian McConnell meint in einer Ausgabe des New Law Journals, dass 1861 die 15-jährige Zuchthausstrafe in Großbritannien nicht aus humanitären Gründen verkürzt worden sei, sondern da vierzehn ein Vielfaches von Sieben ist.
Auch in vielen Märchen, Sprichwörtern, Bauernweisheiten und Redewendungen findet sich bis heute die magische Sieben auffällig oft. In Märchen finden sich die berühmten Siebenmeilenstiefel, die sieben Raben und die sieben Zwerge hinter den sieben Bergen in Schneewittchen. Das tapfere Schneiderlein erledigt sieben auf einen Streich, und bei Wilhelm Busch erledigen Max und Moritz sieben Streiche. Sindbad der Seefahrer des arabischen Kulturkreises musste auf sieben Reisen Abenteuer bestehen.

„Wenn es am Siebenschläfer (27. Juni) regnet, sind sieben Wochen mit Regen gesegnet.“

Als „siebengescheit“ werden Besserwisser bezeichnet. Anders wirkt die „böse Sieben“ bei Ereignissen, in der Ehe ist „Das verflixte 7. Jahr“ gefährdet.
Die Zuordnung der sieben Wochentage zu den sieben „Planeten“ des alten Babylon ist auch in heutigen Sprachen erkennbar: Sonne zum Sonntag, Mond zum Montag, der Mars in Mardi (fr: Dienstag), der Merkur in Mercredi (fr: Mittwoch), der Jupiter in Giovedì (it: Donnerstag), die Venus in Vendredi (fr: Freitag) und der Saturn in Saturday (en: Samstag).
Es wurde mitunter ergänzt, um die „heilige Anzahl der Sieben“ zu erfüllen. Um „sieben Meere“ zu erhalten, wurde der Pazifik und der Atlantik in Nord- und Südteilen gezählt. Die „Sieben Farben“ Newtons wurden nach Giora wohl für die „heilige Anzahl“ durch Indigo ergänzt. Gebräuchlich sind die „sieben Meere“ und die „sieben Farben“ bis heute.
Überdurchschnittlich oft lassen sich Autobesitzer Wunschkennzeichen mit Zahlenkombinationen der 7 geben.

### Die Sieben in außereuropäischen Kulturen
- In Ägypten spielt die Sieben eine geringere Rolle, aber die Hauptgötter, Ra und Osiris, sind von sieben Gottheiten umgeben.
- Das Nilhochwasser zeigt nach neueren Erkenntnissen auch einen siebenjährigen Zyklus auf. Darauf könnten die sieben fetten und sieben dürren Jahre in Ägypten Bezug nehmen, von denen in der Bibel berichtet wird.[21]
- In der traditionellen und daraus abgeleitet in der esoterischen Energielehre gibt es 7 Haupt-Chakren, welche als Hauptenergiezentren des Menschen angesehen werden.
- Auch in Indien ist sie eine bevorzugte Zahl. Es werden die „sieben Kühe der höchsten Himmelsräume“ verehrt, und erst in der siebenten Generation wird eine Abänderung der Kaste nach „oben“ oder „unten“ erreicht.[6]
- Die Zahl Sieben ist die häufigste Zahl in den Buddhalegenden.[6] Auch in China besitzt die Sieben eine Sonderrolle.[10]

## Musik
Aufzählung ohne Anspruch auf Vollständigkeit in chronologischer Reihenfolge.

### Musikalben
- Seventh Son of a Seventh Son (1988) von der englischen Heavy-Metal-Band Iron Maiden
- Pik Sibbe (Kölsch für „Pik Sieben“), 1993, neuntes Studioalbum der Kölner Rockband BAP
- 7 (2003) von der Band In Extremo
- 7 (2007) vom Rapper Bushido
- Sieben Leben für dich (2016) von Maite Kelly
- 7 (2019) Album von David Guetta
- Sieben (2023) der Punkband Pascow
- Seven (2023) der Hard-Rock-Band Winger

### Musiktitel
- Der Musiker Steve Young veröffentlichte 1969 das Album Rock Salt and Nails, mit dem Song Seven Bridges Road
- Seven Seas of Rhye, Instrumentalstück von Freddie Mercury und letzter Titel auf dem 1973 veröffentlichten Debütalbum Queen der britischen Band Queen.
- Karat: Über sieben Brücken musst du gehn (1978).
- Der bekannteste Titel der holländischen Band Bots lautet Sieben Tage lang (1980).
- Fleetwood Mac: Seven Wonders auf dem Album Tango in the Night (1987)
- Echo & the Bunnymen: Seven Seas auf Ocean Rain (1987)
- Prince: 7, auf dem Album Love Symbol (1992)
- 7 Seconds 1994 veröffentlichter Song von Youssou N’Dour, den er gemeinsam mit Neneh Cherry singt.
- Die deutsche Punk-Band Die Toten Hosen: Die 7 ist alles, von der Single Nichts bleibt für die Ewigkeit (1995).
- Wolfgang Petry: Sieben Tage, Sieben Nächte, auf dem Album Alles (1996).
- Portishead: Seven Months auf dem Album Portishead (1997)
- SOiL: Black 7, letzte4s Lied auf dem Album Scars (2001)
- Norah Jones: Seven Years, auf Come Away with Me (2002).
- Die deutsche Death-Metal-Band Necrophagist veröffentlichte 2004 das Album Epitaph, mit dem Titel Seven.
- Subway to Sally: Sieben auf dem Album Nord Nord Ost (2005)
- Jamiroquai mit dem Titel Seven Days in Sunny June auf dem Album Dynamite (/2005)
- Saltatio Mortis: Sieben Raben, Album: Aus der Asche (2007)
- Miley Cyrus: 7 Things I Hate About You, auf ihrem zweiten Studioalbum, Breakout (2008).
- The Fratellis: Sven Nights Seven Days auf We Need Medicine (2013)
- Catfish and the Bottlemen: 7 vom Album The Ride (2016)
- Ariana Grande: 7 Rings, von dem Album Thank U, Next

## Markennamen
Die Zahl Sieben ist in Markennamen enthalten:
- Subseven, Name einer US-amerikanischen, christlichen Post-Hardcore-Band
- Sub7even, Name einer deutschen Rockband
- Seven Witches, Name einer US-Metalband
- 7 Up, Softdrink
- 7-Eleven, internationaler Mischkonzern mit Einzelhandelskette
- ProSieben, Fernsehsender
- Windows 7, Betriebssystem von Microsoft
- Lübeck, Stadt der Sieben Türme

## Filme und Romane
- Die sieben Säulen der Weisheit (1926), autobiographischer Bericht von T. E. Lawrence
- Die sieben Samurai (1954), Film von Akira Kurosawa, sowie sein Western-Remake Die glorreichen Sieben (1960) von John Sturges
- Das verflixte 7. Jahr (1955), Spielfilm von Billy Wilder mit Marilyn Monroe
- Das siebente Siegel (1957), historisches Filmdrama von Ingmar Bergman
- Siebenmal in der Woche (1957), deutsche Filmkomödie von Harald Philipp
- Frage Sieben (1961), Film von Stuart Rosenberg
- Sieben Frauen (1966), Filmdrama von John Ford
- Sieben Frauen (1989), Filmkomödie von Rudolf Thome
- Sieben Sommersprossen (1978), Jugendfilm der DEFA
- Sieben Tage Frist (1969), ein Kriminalfilm von Alfred Vohrer
- Sieben Tage im Mai (1963), Filmdrama von John Frankenheimer
- Das siebte Zeichen (1988), Spielfilm von Carl Schultz
- Das siebte Kreuz ist ein Roman von Anna Seghers, der 1944 als Das siebte Kreuz verfilmt wurde.
- Sieben (1995), ein Film von David Fincher über einen Serienmörder, der von den sieben Todsünden besessen ist.
- Sieben Jahre in Tibet, autobiographisches Buch von Heinrich Harrer (1952)
- Sieben Jahre in Tibet, ein Dokumentarfilm nach dem gleichnamigen autobiographischen Buch von Heinrich Harrer
- Sieben Jahre in Tibet, ein Spielfilm von Jean-Jacques Annaud, basierend auf Heinrich Harrers gleichnamigem Buch über seinen Aufenthalt in Tibet
- Sieben Leben (2008), Filmdrama von Gabriele Muccino mit Will Smith in der Hauptrolle.
- Die sieben weisen Meister, Novellensammlung
- James Bond hat die Nummer 007

## Sonstiges
- Nach dem Aufbauprinzip des Periodensystems gibt es sieben nachgewiesene Hauptquantenzahlen bei der Elektronenkonfiguration.
- Seven Cities of Gold, ein Videospiel. Der Name des Spiels leitet sich von der Sage der Sieben Städte von Cibola ab.
- David Beckham hat sich seine Lieblingsrückennummer als „VII“ auf die Innenseite seines rechten Unterarmes tätowieren lassen.
- Die sieben Millennium-Gegenstände in Yu-Gi-Oh.
- Die sieben Dragon Balls aus dem gleichnamigen Manga